# Кисловодск
Кисловодск (на руски: Кислово̀дск) е град-курорт в Русия, Ставрополски край. Населението на града е 129 788 души (преброяване, 2002 година).
Градът е разположен в подножието на Северен Кавказ между Каспийско и Черно море. Наименуван е на многото минерални извори в района.
В края на 19 век и началото на 20 век Кисловодск е дом на много руски музиканти, художници и аристократи, включително и на носителя на Нобелова награда за литература Александър Солженицин и на художника Николай Ярошенко.
Част от действието в романа „Герой на нашето време“ на Михаил Лермонтов се развива в Кисловодск.